# Décorations militaires internationales autorisées par l'armée des États-Unis
Les décorations internationales sont des décorations militaires qui ne sont pas accordées par un pays en particulier, mais plutôt par une organisation internationale comme les Nations unies ou l'OTAN.

Ces récompenses sont normalement que des médailles de service, pour la participation à diverses opérations militaires internationales, et non pour des actes spécifiques d'héroïsme ou de bravoure.
Ce qui suit est une liste des plus couramment décorations militaires internationales reconnues qui ont été ou sont actuellement accordées aux membres de l'armée des États-Unis. Ces récompenses sont toujours portées après les décorations militaires des États-Unis, mais avant toutes les décorations étrangères.
La liste ci-dessous n'est en aucun cas exhaustive, mais affiche les décorations qui ont été décernées aux militaires américains par les organisations internationales.

## Nations Unies
United Nations Korea Medal
 United Nations Medal
 United Nations Haiti Medal
 United Nations Yugoslavia Medal
 United Nations Somalia Medal

Le Sous-Secrétaire à la Défense a approuvé une modification de la politique du port de la Médaille des Nations unies. 

À compter du 13 octobre 1995, les militaires américains qui reçoivent une médaille des Nations unies peuvent porter le ruban de la première médaille des Nations unies auquel ils sont admissibles. L'attribution ultérieure d'une autre Médaille des Nations unies pour le service dans une mission différente est noté en ajoutant une étoile de service en bronze sur le ruban en cours. Pas plus d'une médaille ou ruban ne peut être porté à la fois.

## OTAN
Organisation du traité de l'Atlantique Nord (en anglais : NATO ou North Atlantic Treaty Organization)
 Médaille du service méritoire de l'OTAN 
 Médaille de service en ex-Yougoslavie
 Médaille de service au Kosovo
 Médaille de service en Macédoine
 Médaille de service de l'Opération Eagle Assist
 Médaille de service de l'Opération Active Endeavor (Article 5)
 Médaille des Opérations dans les Balkans
 Médaille de service en Afghanistan (Non-Article 5)

À ce jour, les médailles suivantes sont les seules médailles de l'OTAN  autorisées pour l'usage par les militaires américains.
Les membres peuvent l'accepter, mais ne peuvent pas porter la Médaille de l'OTAN de Macédoine et la Médaille de l'OTAN Non-Article 5 du service en Irak, sous la NTM-I.

## Force multinationale et Observateurs
Multinational Force and Observers Medal

## Conseil Interaméricain de la Défense
Inter-American Defense Board Medal 

## SICOFAA
Système de coopération des forces aériennes américaines (en anglais : System of Cooperation Among the American Air Forces)
 SICOFAA Legion of Merit Gentleman
  SICOFAA Legion of Merit Officer
  SICOFAA Legion of Merit Grand Cross